# ホスホエノールピルビン酸
ホスホエノールピルビン酸（ホスホエノールピルビンさん、phosphoenolpyruvic acid, PEP）は、生化学的に重要な有機化合物の一つである。-62KJ/molと生体中で最もエネルギーの高いリン酸結合を持ち、解糖系や糖新生の経路にも登場する。また植物では、様々な芳香族化合物の生合成や炭素固定にも関わっている。

## 解糖系
PEPは、2-ホスホグリセリン酸にエノラーゼが作用することにより生成する。ピルビン酸キナーゼによるPEPからピルビン酸への代謝では、基質レベルのリン酸化により1モルのATPを生成する。ATPは細胞中での主要なエネルギー通貨となる。ホスホエノールピルビン酸からピルビン酸に変化する反応は不可逆反応である。このため、ピルビン酸から解糖系の逆反応で直接糖新生を行うことはできない。
| 2-ホスホグリセリン酸 | エノラーゼ | エノラーゼ | ホスホエノールピルビン酸 | ピルビン酸キナーゼ | ピルビン酸キナーゼ | ピルビン酸 |
|                      |            |            |                          |                    |                    |            |
|                      | H2O        | ADP        | ATP                      |                    |                    |            |
|                      |            |            |                          |                    |                    |            |
|                      | H2O        |            |                          |                    |                    |            |
|                      |            |            |                          |                    |                    |            |

Compound C00631 at KEGG Pathway Database. Enzyme 4.2.1.11 at KEGG Pathway Database. Compound C00074 at KEGG Pathway Database. Enzyme 2.7.1.40 at KEGG Pathway Database. Compound C00022 at KEGG Pathway Database.

## 糖新生
PEPは、オキサロ酢酸の脱炭酸によって生じ、1分子のGTPを加水分解する。この反応はホスホエノールピルビン酸カルボキシキナーゼによって触媒され、糖新生の律速段階となる。
GTP + オキサロ酢酸 → GDP + ホスホエノールピルビン酸 + CO2

## 植物
植物中では、PEPはシキミ酸経路でコリスミ酸を作る原料となる。コリスミ酸は、フェニルアラニン、トリプトファン、チロシンなどの芳香族アミノ酸やその他の芳香族化合物を合成する材料となる。
さらに、C4型光合成植物では、PEPは炭素固定の際の重要な基質である。この反応はホスホエノールピルビン酸カルボキシラーゼによって触媒される。
ホスホエノールピルビン酸 + CO2 → オキサロ酢酸

## 細胞膜透過性
ホスホエノールピルビン酸は高エネルギーリン酸化合物にしては珍しくATPなどとは異なり細胞膜を透過し取り込み利用できることが赤血球、腎臓、肝臓の細胞で確認された。
ヒト赤血球における研究によると、アニオン輸送系を介して輸送されていると見られ、スクロース、クエン酸溶液中では細胞へ流入するが塩化ナトリウム溶液中では流入はほとんどない。
なお流出は塩化ナトリウム溶液中でも起こる。濃度勾配に逆らって輸送するように見えるがこれはドナン効果によるもので輸送は受動的に行われる。

## 利用
細胞膜透過性により細胞のエネルギー源として利用できる。
ウシバイオプシー胚の修復培養において胚の形態回復と受胎率の改善が報告されている。
その他皮膚の再生・移植医療用等細胞増殖の促進・保護に用いられる。
また皮膚潰瘍病巣に直接塗布することで治癒が早まるという研究結果もある。これには代謝物2,3-ジホスホグリセレート（2,3-DPG）による赤血球の酸素親和性の低下も寄与している(病巣で酸素が赤血球から放出/供給されやすくなる)と見られる。
pH4で細胞透過性は最大となるが哺乳類の細胞の至適pHを考慮に入れるとpH6程度が限界である。